# 良知組
良知組（らちぐみ）は、静岡県富士宮市に本部を置く暴力団で、特定抗争指定暴力団・六代目山口組の二次団体。

## 概要
静岡県内での活動が見られる暴力団組織の一つである。同県内では同じく山口組傘下の國領屋一家や藤友会、小西一家なども本拠を置いており、静岡県警が警戒にあたっている。
また、警視庁に暴力団総合対策の最重点対象団体として弘道会や山健組、國粹会および落合金町連合とともに挙げられていた〔2012年度『警視庁重点目標』訓令より〕。

## 来歴
1981年（昭和56年）に山口組系後藤組組員であった良知政志が同組内に良知総業を設立。1990年（平成2年）には良知組と改称された。
2008年（平成20年）に上部団体の後藤組組長・後藤忠政が山口組から除籍処分を受け、後藤組も解散する。良知組は後藤組の地盤を引き継ぎ、同じく傘下組織であった藤友会とともに山口組の二次団体へ昇格した。
2019年（平成31年）3月、良知が病死し、良知組若頭を務めていた竹嶋利王が良知組の二代目を継承し、同年12月19日には、組織名が二代目良知組から良知二代目政竜会に変更された。
当時、政竜会には本部事務所をそれまでの榛原郡吉田町から東京都足立区にある傘下組織の事務所に移転させる計画が存在したものの、2020年（令和2年）1月17日、移転予定地の建造物に指定暴力団・松葉会系組員がダンプカーで突入する事件が発生する。同年3月11日には行政による事務所の使用禁止の仮処分が認可され、都内への移転を断念し、本部事務所を富士宮市内に移した。
2021年（令和3年）8月には組織名が良知二代目政竜会から二代目良知組に戻された。

## 歴代組長

### 初代・良知政志
1949年7月21日生まれ。10代で有力テキヤ組織に加入したものの、20歳になる前に脱退、地元の吉田町で愚連隊として活動するようになった。その後、山口組系伊堂組舎弟であった後藤忠政と出会い、これが縁となり1978年に後藤から盃を受け、正式に後藤組に加入した。
1981年に後藤組内に良知総業を設立、これを後藤組の吉田支部とするなどで頭角を現し、やがて後藤組が山口組の直系（二次団体）となったのち1987年に後藤組の若頭に就任、2008年に山口組の直参となった。
2011年、山口組の“執行部への登竜門”と位置づけられる「幹部」の役に就任。翌年には「組織委員長代理」に就任するも、すぐに幹部を退任し若中に戻る。2019年3月15日に病死する。

## 事件

### 代議士刺傷事件
1986年（昭和61年）6月17日、良知総業幹部が埼玉県秩父市で代議士の糸山英太郎をナイフで刺す事件があった。ジャーナリスト・山平重樹によれば、事の発端は1985年（昭和60年）12月暮れ、新高輪プリンスホテルに開かれた糸山主催の選挙資金集めパーティー「新日本フォーラム」とそれに先立つパーティー券（1枚あたり3万円）の販売に絡んだものであった。
赤字経営からの立て直し時期に1000万円分の購入を強制された関西の一部上場大手建設会社が、人脈を辿り野村秋介に相談。それを受け、知人の会社社長を介して300枚のパーティー券を引き取った野村はパーティーを“潰す”ことを企図し、獄中時代の人脈を頼りに稲川会、住吉連合会、山口組などの暴力団員らに配布。そのうちの100枚が最終的に後藤組関係者に流れることとなった。暴力団員らが大挙して押し掛ける事態を予想した糸山は、警察を動員して阻止を目論むも失敗し、野村と親交のあった後藤組組長・後藤忠政と接触。糸山・野村・後藤の3者で帝国ホテルで面会し、示談を行うことになった。その場に後藤組傘下・良知総業組長の良知政志も同行していた。
後藤によれば、このときの糸山の態度が極めて尊大かつ傲慢なもので、ことあるごとに後ろ盾としての笹川良一の名をちらつかせ、かねてより笹川を嫌悪していた後藤と野村の怒りを増幅させる結果となった。さらに山平によれば、件のパーティー終了後、ある週刊誌の取材を受けた糸山は、翌86年3月発売の同誌上において、一連のパーティー券販売に関し、再び尊大な態度で“大見得”を切ったあげく「暴力団関係者から嫌がらせを受けた」旨の発言を行い、野村や後藤組関係者の怒りを買った。
そして6月17日、埼玉三区からの衆院選出馬に伴い、秩父市役所付近の市民会館で総決起大会を開いた糸山を、良知総業で舎弟頭を務めていた男が襲撃した。
後藤は「オヤジ（良知）や組に赤い顔させた（恥をかかせた）」ことが（この襲撃犯の）犯行の動機であったのだとしている。

### 港区男性刺殺事件
2006年（平成18年）3月5日に東京都港区の路上でビル管理会社顧問の男性が後藤組系の暴力団員によって刺殺される事件があり、のちにこの事件の指示役と目された良知組傘下組織の組長が逮捕された。これは上部団体であった後藤組の意向を受けてのものであったと見られている。
この殺害の実行犯はのちにタイの北部で射殺体で発見された。これに関しては、件の傘下組長の知人が存命時の実行犯とタイ国内で接触していた痕跡が確認されたことから、捜査当局は件の傘下組長の画策による口封じのための殺害であった可能性を指摘している。